# Siergiej Biergawinow
Siergiej Adamowicz Biergawinow (ros. Сергей Адамович Бергавинов, ur. 12 stycznia 1899 w Jarcewie, zm. 12 grudnia 1937 w Moskwie) – radziecki polityk i wojskowy.

## Życiorys
Od marca 1917 członek SDPRR(b), 1918–1919 żołnierz Armii Czerwonej, 1919 dowódca komunistycznego oddziału partyzanckiego, uczestnik wojny domowej w Rosji. Przewodniczący komitetu rewolucyjnego rejonu Bachmacz–Icznia–Hrebinka, 1919 aresztowany, zbiegł, od 1919 przewodniczący komitetu rewolucyjnego (Ukraińska SRR), 1920 przewodniczący Połtawskiej Czeki, komisarz brygady kawaleryjskiej 1 Armii Konnej, później szef powiatowego oddziału GPU w Berdyczowie i funkcjonariusz partyjny – 1923–1924 sekretarz odpowiedzialny Komitetu Okręgowego KP(b)U w Berdyczowie. Od listopada 1924 do maja 1927 instruktor odpowiedzialny KC RKP(b)/WKP(b), od maja 1927 do 1929 sekretarz odpowiedzialny archangielskiego gubernialnego komitetu WKP(b), od stycznia do 15 sierpnia 1929 przewodniczący Biura Organizacyjnego KC WKP(b) na Kraj Północny, od 19 sierpnia 1929 do 27 marca 1931 sekretarz odpowiedzialny/I sekretarz Północnego Krajowego Komitetu WKP(b). Od 13 lipca 1930 do 26 stycznia 1934 zastępca członka KC WKP(b), od marca do lipca 1931 członek Prezydium Najwyższej Rady Gospodarki Narodowej ZSRR, od lipca 1931 do marca 1933 I sekretarz Dalekowschodniego Komitetu krajowego WKP(b), od lipca 1933 do września 1934 szef Wydziału Politycznego Kolei Południowej, od września 1934 do 31 października 1937 szef Wydziału Politycznego Głównego Zarządu Drogi Morskiej przy Radzie Komisarzy Ludowych ZSRR.
31 października 1937 aresztowany, powiesił się więzieniu lefortowskim.

## Odznaczenia
- Order Czerwonego Sztandaru (1923)
- Order Czerwonej Gwiazdy (27 czerwca 1937)
- Order „Znak Honoru” (19 września 1936)